# Martynas Sederevičius

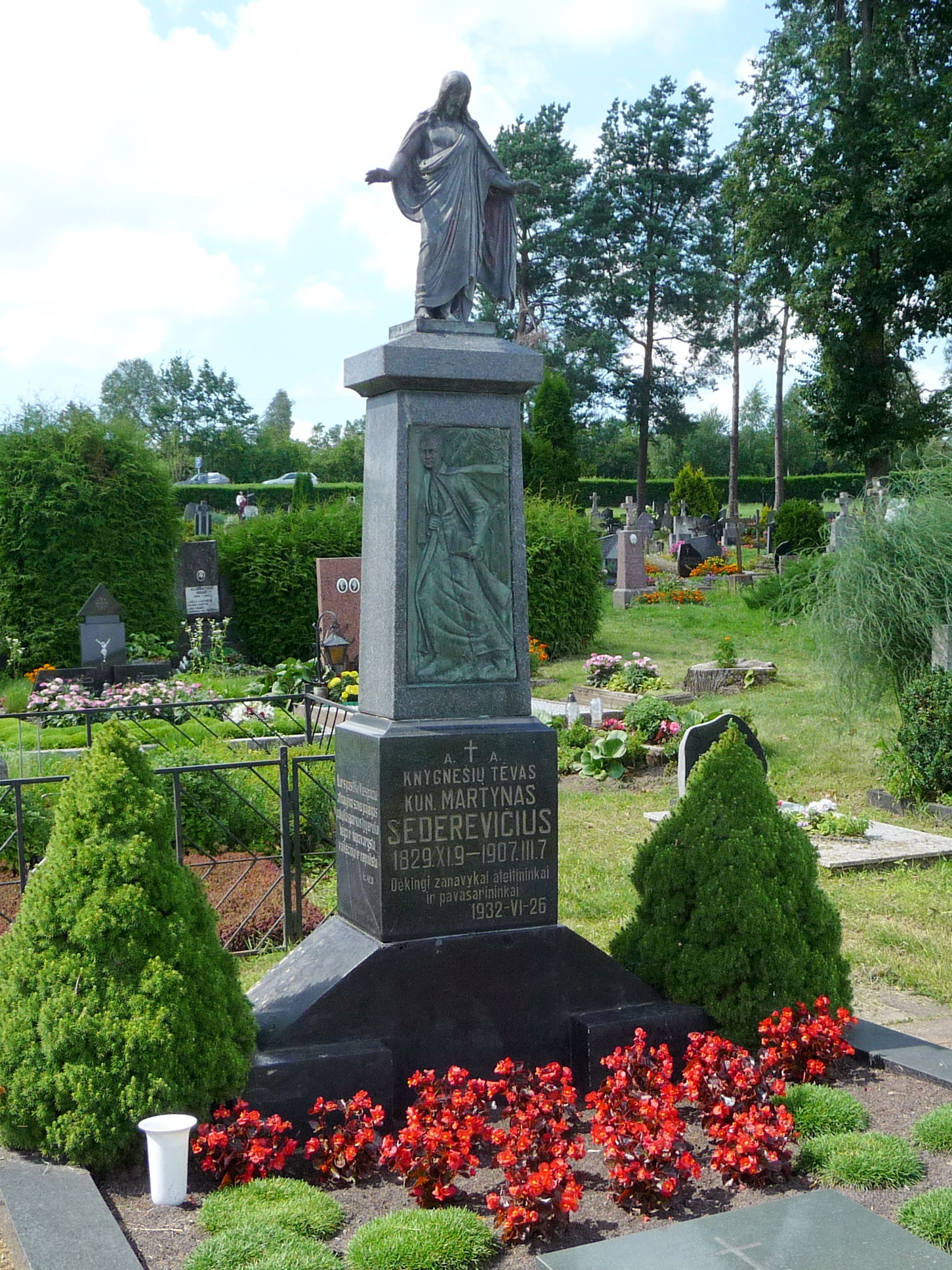
Nagrobek Martynasa Sederevičiusa na cmentarzu w Sudargach

Martynas Sederevičius (ur. 9 listopada 1829, Plėgai k. Łuksz, zm. 7 marca 1907, Sudargi) – litewski ksiądz, wydawca pism religijnych, kolporter podziemnej literatury litewskiej, organizator dystrybucji prasy litewskiej.
Jego imię nadano szkole i ulicy w Sudargach.